# Pyurie
 Mise en garde médicale
Une pyurie (de pyo, pus et de urie, urine), correspond à la présence de pus, correspondant à des leucocytes altérés dans les urines. Il s'agit d'une forme de leucocyturie.